# پل کلودل
پل کلودل (به فرانسوی: Paul Claudel) شاعر، نمایش‌نامه نویس، مقاله‌نویس و دیپلمات قرن نوزدهم میلادی اهل فرانسه است. وی برادر کامیل کلودل است. شهرت او به خاطر نوشتن نمایشنامه‌های منظوم است. او شش بار برای دریافت جایزه نوبل ادبی نامزد شده‌است.
او در سن هجده سالگی در کریسمس سال ۱۸۸۶ ضمن شنیدن نماز مغرب (vespers) در کلیسای جامع پاریس دچار احساس دینی عمیقی شد و به شدت رو به ایمان مسیحی آورد. وی بسیار مایل بود تا یه یک صومعه بندیکتی رو بیاورد ولی دست آخر مشغول کار سیاسی شد و سال‌ها (از ۱۸۹۳ تا ۱۹۳۶) سفیر فرانسه در شهرها و کشورهای مختلف دنیا بود.

## جستارهای وابسته

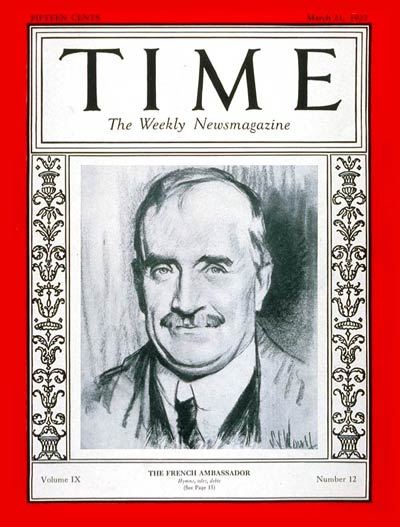
جلد مجله تایم (۲۱ مارس، ۱۹۲۷)